# Ambarakaraka
Ambarakaraka är en ort i Madagaskar.   Den ligger i regionen Diana, i den norra delen av landet, 600 km norr om huvudstaden Antananarivo. Ambarakaraka ligger 50 meter över havet och antalet invånare är 16 114.
Terrängen runt Ambarakaraka är kuperad åt nordost, men åt sydväst är den platt. Runt Ambarakaraka är det glesbefolkat, med 13 invånare per kvadratkilometer. Det finns inga andra samhällen i närheten. Omgivningarna runt Ambarakaraka är huvudsakligen savann.